# Sporting Clube de Luanda
El Sporting Clube de Luanda es un equipo de fútbol de Angola que actualmente se encuentra inactivo.

## Historia
Fue fundado en el año 1920 en la capital Luanda como un club multideportivo bajo el nombre Diabos Verdes. Es uno de los equipos de fútbol más viejos de Angola y entrando en el año 1975 en el proceso de independencia de Angola, se afilió al Sporting de Portugal y cambió su nombre por el de SC Luanda.
Más tarde el club cambió su nombre por el de Leões de Luanda, pero a inicios de la década de los años 1990s el club retomó su nombre anterior.
Durante la época colonial fue el club más exitoso del territorio al ganar en 8 ocasiones la Liga Provincial de Angola.

## Palmarés
- Angolan Provincial Championship: 8

1941, 1942, 1944, 1946, 1947, 1955, 1956, 1963

## Jugadores destacados
- Ângelo Silva[3]